# Fra Fra Sound
Fra Fra Sound is een muziekgroep in Nederland, overwegend bestaande uit Surinaamse muzikanten. De groep werd in 1980 opgericht door Surinaamse muzikanten, concentreerde zich aanvankelijk op kaseko en winti, maar breidde haar stijl gaandeweg uit. De groep trad behalve in Nederland en Suriname op in onder meer Duitsland, België, Frankrijk, Ghana, Canada en de Nederlandse Antillen.
In het geluid van Fra Fra Sound zijn Caribische en Afrikaanse ritmes en grooves verweven met jazzimprovisatie.

## Bandleden
Sinds de oprichting in Amsterdam, begin jaren tachtig zijn diverse musici lid geweest.
De bezetting anno 2024 bestaat uit:
- Vincent Henar: basgitaar en muzikaal leider
- Robin van Geerke: piano
- Michael Simon: trompet
- Andrew Moreno: gitaar
- Felipe Castro: tenorsaxofoon
- Fantison Araby O’Bryan: percussie
- Urvin Robinson: drums

Voormalige bandleden:
- Carlo Ulrichi Hoop: percussie
- Walter Muringen: drums
- Andro Biswane: gitaar
- Efraïm Trujillo: tenorsaxofoon

## Discografie

### Fra Fra Sound
- 1987 Panja Gazz + 4
- 1991 Third Life Stream
- 1993 Kalinha's Serenade
- 1994 Worship Mother Earth
- 1996 Global Village Resident
- 1998 Kaseko Revisited - Kotabra
- 1999 Mali Jazz
- 2003 Kultiplex
- 2004 Kulembanban - Kid Dynamite Tribute
- 2007 Dya So
- 2010 Black Dutch & More
- 2022 Kula Wroko Kibri

### Fra Fra Big Band
- 1993 A Tan So
- 1998 Maspoti Makandra
- 2005 Krosbé
- 2013 With The Spirit Of Life